# Jolanda Gardino
Jolanda Gardino (Sampierdarena, barri de Gènova, Itàlia, 23 d'agost de 1919 - Gènova, 28 de gener de 2003) fou una mezzosoprano italiana.

## Biografia
Va ser alumna de la soprano Giannina Arangi-Lombardi. Va començar la seva carrera professional el 1944 al teatre La Scala de Milà. Anys més tard hi va cantar en el memorable concert de reobertura del teatre de l'11 de maig de 1946, sota la direcció d'Arturo Toscanini.
La seva veu, amb un timbre clar i fluix però no gaire potent, va fer que fos excel·lent en papers brillants com ara el de Preziosilla de La forza del destino, que va interpretar a l'Arena de Verona l'estiu de 1950, al costat de Beniamino Gigli, i a Ravenna quatre anys més tard, amb la formidable parella Maria Callas i Mario del Monaco. Va brillar també al paper de la Marquesa de La Fille du régiment, amb la qual va debutar a l'Òpera de Dallas en 1960. D'aquesta òpera hi ha un enregistrament en directe del mateix any amb l'orquestra de la RAI de Milà.
Les característiques de la seva veu no li van impedir cantar els papers del gran repertori, en particular els papers de Verdi, com ara Amneris, Azucena i Ulrica, que nova cantar especialment en els seus primers anys. Va cantar el de Dorabella de Così fan tutte (al Festival d'Ais de Provença de 1948), Cherubino de Les noces de Fígaro (entre altres en l'enregistrament pel segell Fonit Cetra de 1951), Charlotte de Werther, Meg de Falstaff, la Princesa d'Adriana Lecouvreur, Marina de Boris Godunov, Capriccio de Strauss, Eugenio Onegin, Socrate immaginario de Paisiello, Leonora de La Favorite a l'Algèria i Adalgisa de Norma de Bellini al costat de Maria Callas al Teatro Massimo Bellini de Catània en 1950.
Maria Callas (amb qui més tard apareixeria en el paper de Zaida, a l'edició de La Scala de 1955 de Il turco in Italia de Rossini en un enregistrament discogràfic), va confirmar unes declaracions de Jolanda Gardino segons les quals Gardino va ajudar Callas a emetre d'una manera correcta les difícils i arabesques notes de la partitura de la sacerdotessa belliniana.
Gardino va actuar a molts teatres d'òpera, a més dels esmentats, com ara l'Òpera de Roma, la Pèrgola de Florència, el Regio de Parma, el San Carlo de Nàpols, el Verdi de Trieste, el Teatre Donizetti de Bèrgam, el Massimo de Palerm, La Fenice de Venècia, el Liceu de Barcelona i el Carlo Felice de la seva ciutat natal, entre d'altres. Al Liceu va cantar en la representació de l'òpera La forza del destino d'obertura de la temporada 1954-1955, al costat de Renata Tebaldi, Gino Penno i Giuseppe Taddei.
Va interpretar papers amb un cert caràcter caricaturesc, com ara Frugola de Il tabarro de Puccini, la Cega de La Gioconda, Afra de La Wally, Beppe de L'amico Fritz de Mascagni i Hänsel und Gretel d'Engelbert Humperdinck. Després d'aquests treballs, realitzats principalment durant els seus primers anys escènics, va interpretar un nombre destacat d'obres modernes i contemporànies i òperes de cambra.
D'entre les mezzosopranos, Gardino va ser el més citat en aquest camp, cantant Mavra d'Ígor Stravinski, Le donne curiose d'Ermanno Wolf-Ferrari, El jugador de Prokófiev, a Il mantello de Luciano Chailly, Il gattopardo d'Angelo Musco, i algunes partitures de Nino Rota, com La meravellosa visita i Il cappello di paglia di Firenze, així com (totes interpretades a La Scala) Il Cordovano de Goffredo Petrassi, La Regina Uliva de Nino Sanzogno, en la seva estrena absoluta, L'Orso Re de Luigi Ferrari-Trecate, Proserpina y el Extranjero de Juan José Castro, Il giudizio universale de Vieri Tosatti, Il campiello de Wolf Ferrari, The Consul de Gian Carlo Menotti i les Set cançons de Gian Francesco Malipiero, estrenant moltes d'aquestes obres.

## Discografia parcial
Retirada dels escenaris en la dècada del 1970, va deixar alguns enregistraments:
- Catalani: La Wally (1953) - Jolanda Gardino / Mario del Monaco / Renata Scotto / Giorgio Tozzi / Melchiorre Luise / Carlo Maria Giulini, Orquestra i Cor del Teatre de La Scala de Milà / Renata Tebaldi / Giangiacomo Guelfi, IDIS
- Catalani: La Wally - Renata Tebaldi / Giacinto Prandelli / Jolanda Gardino / Dino Dondi / Pinuccia Perotti / Cor i Orquestra de la RAI de Roma / Arturo Basile, Classical Moments
- Donizetti: La Fille du régiment (1960) - Giuseppe Campora / Anna Moffo / Giulio Fioravanti / Jolanda Gardino / Antonio Cassinelli / Cor i Orquestra de la RAI de Milà / Franco Mannino, Classical Moments